# Триоксид-дисульфат диниобия
Триоксид-дисульфат диниобия — неорганическое соединение,
осно́вная соль ниобия и серной кислоты
с формулой Nb2O3(SO4)2,
кристаллы,
растворяется в воде,
образует кристаллогидраты.

## Получение
- Нагревание оксида ниобия(V) с серной кислотой:

{\displaystyle {\mathsf {Nb_{2}O_{5}+2H_{2}SO_{4}\ {\xrightarrow {300-350^{o}C}}\ Nb_{2}O_{3}(SO_{4})_{2}+2H_{2}O}}}

## Физические свойства
Триоксид-дисульфат диниобия образует кристаллы
тетрагональной сингонии,

параметры ячейки a = 1,50 нм, c = 1,40 нм, Z = 16.
Растворяется в воде.
Образует кристаллогидраты состава Nb2O3(SO4)2•¼H2O — голубые кристаллы
тригональной сингонии,
пространственная группа R 3,
параметры ячейки a = 1,0384 нм, c = 2,655 нм

.
С перекисью водорода образует аддукты вида Nb2O3(SO4)2•2H2O2.

## Химические свойства
- Разлагается при нагревании:

{\displaystyle {\mathsf {Nb_{2}O_{3}(SO_{4})_{2}\ {\xrightarrow {T}}\ Nb_{2}O_{4}SO_{4}+SO_{3}\uparrow }}}